# Mikulovice (Jeseník)
Mikulovice é uma comuna checa localizada na região de Olomouc, distrito de Jeseník.